# Carea ochreobrunnea
Carea ochreobrunnea är en fjärilsart som beskrevs av Embrik Strand 1917. Carea ochreobrunnea ingår i släktet Carea och familjen trågspinnare. Inga underarter finns listade i Catalogue of Life.